# Kirschblüten - Hanami
Kirschblüten - Hanami è un film del 2008 diretto da Doris Dörrie.